# Erwin Baur
Erwin Baur, född 16 april 1875 i Ichenheim (numera en stadsdel i Neuried), död 2 december 1933 i Berlin, var en tysk genetiker.
Baur blev medicine doktor 1900, ägnade sig därefter åt botaniska studier och blev filosofie doktor 1903, assistent hos Simon Schwendener i Berlin, privatdocent vid universitetet där och utnämndes 1914 till professor i ärftlighetslära vid lantbrukshögskolan i Berlin samt ledare av det nyupprättade Institutet för ärftlighetsforskning i Potsdam.
Baur författade ett antal arbeten, dels om lavarnas utvecklingshistoria, dels och framförallt om bastard- och artbildningsproblem av stor betydelse. Dessa arbeten jämte hans böcker Einführung in die experimentelle Vererbungslehre (tredje upplagan 1919) och  Grundriß der menschlichen Erblichkeitslehre und Rassenhygiene, som han författade tillsammans med Eugen Fischer och Fritz Lenz 1921, gav honom ett namn som framstående ärftlighetsforskare.
Han invaldes som utländsk ledamot av svenska Vetenskapsakademien 1932.